# کاظم فریدیان
کاظم ذبیحی فریدیان متولد ۲۹ام مهرماه ۱۳۴۹ در شهر تهران است که از سال ۱۳۷۶ فعالیت حرفه‌ای خود را در رشته کوهنوردی شروع کرد. وی اولین ایرانی است که موفق به صعود قله کی۲ بدون اکسیژن و باربر ارتفاع (شرپا) شده  و صعود به قله نانگاپاربات  و پیش‌قله برودپیک را نیز در کارنامه خود دارد. کاظم علاوه بر کوهنوردی، در رشته‌های غارنوردی، سنگ‌نورد، اسکی روی برف و آب، پرواز با کایت و پاراگلایدر، سقوط آزاد،‌ قواصی و شنای آب‌های آزاد نیز فعالیت کرده است. ایشان در ساخت چند مستند از فعالیت‌هایش در زمینه این رشته‌های ورزشی همکاری کرده‌است که از جمله آن‌ها می‌توان به «پلکانی به سوی تاریکی» و «از ابر هم بالاتر» اشاره کرد. همچنین وی خرداد سال ۱۳۸۸ در جریان اعتراضات سراسری به نتیجه انتخابات ریاست جمهوری در ایران دستگیر شد که بعد از ۶۹ روز تبرئه و آزاد شد.

## زندگی‌ ورزشی
فعالیت ورزشی کاظم فریدیان در نوجوانی چندان منسجم و هدفمند نبود. کاراته، فوتبال، هندبال را تجربه کرد و در نهایت به باشگاه وزنه برداری رسید و تا سال ۱۳۷۲ به این ورزش مشغول بود. همچنین به موتوراسپرت نیز بصورت آماتوری نیم‌نگاهی داشت و دوره سقوط آزاد را گذرانده بود.
در تاریخ ۱۱ اردیبهشت ۱۳۷۲ در یک تصادف رانندگی دچار صدمات شدید بدنی از جمله ضربه مغزی شد. صدماتی که بعضی از آنها مثل کری گوش چپ هرگز درمان نشدند. در مسیر بازسازی و درمان صدمات و ضایعات آن تصادف ابتدا تمرینات مخصوص ضربه مغزی را شروع کرد و سپس به ورزش‌های استقامتی از جمله دومیدانی و کوه‌پیمایی پرداخت. با توجه به روند بسیار کند بهبودی و با توصیه و راهنمایی آقای هرمز صادقی نیا در سال ۱۳۷۴ بجز تمرین و فعالیت‌های درمانی تمامی مشغولیت‌های خود را کنار گذاشت و مشابه یک ورزشکار حرفه‌ای تمام‌وقت به تمرین و بدنسازی پرداخت. با بهبود نسبی وضعیت بدنی، تمریناتش زیر نظر استاد محرم یافتیان در باشگاه دومیدانی تکاور ادامه یافت. با تمرکز کامل روی فعالیت‌های ورزشی و حضور در طبیعت فرصت پرداختن به رشته های ورزشی مثل پرواز با کایت و پاراگلایدر و شنای آب‌های آزاد و قواصی نیز فراهم شد.
در خلال دو سال فعالیت ورزشی مداوم به کوهنوردی حرفه‌ای و چند باشگاه کوهنوردی تهران آشنا شد و در سال ۱۳۷۶ به عضویت باشگاه کوهنوردی و اسکی دماوند درآمد. زمستان سال ۱۳۷۹ عضو تیم فنی گشایش مسیر انجمن بر دیواره علم کوه بود هرچند در نخستین روز کار فنی دچار حادثه و مصدومیت شد و از ادامه کار بازماند. وی به موازات فعالیت ورزشی، در فعالیتهای سازمانی کوهنوردی نیز حضور پررنگی به نمایش گذاشت تا در سال ۱۳۸۱ به عنوان مسئول کمیته فنی باشگاه دماوند انتخاب شد.
با ریسک پذیری وتلاش بسیار در این پست طی شش ماه نخست سال81 رشد چشمگیری در فعالیت‌های فنی این باشگاه ایجاد شد. مهرماه سال ۱۳۸۱ سرپرستی تیم هفت نفره متشکل از رحیم دانایی، یوسف سورنی‌نیا، علی رحیمی، ویکتوریا کیانی‌راد، امیر احمدی و لیلا اسفندیاری را عهده‌دار شد. طی حادثه‌ای در این برنامه امیر احمدی و ویکتوریا کیانی‌راد جان باختند. در پی این حادثه با فشار محافل رسمی ورزشی و قضایی و بعضی غارنوردان قدیمی وقفه‌ای طولانی در فعالیت‌های مدیریتی و سازمانی فریدیان ایجاد شد.

## هیمالیانوردی
ایده صعود به قله K2 از سال ۱۳۷۹ شروع شد. پس از ناکامی در تشکیل گروه برای این هدف در سال ۱۳۸۳ برای هرنوع فعالیت هیمالیانوردی اعلام آمادگی نمود و در تابستان سال ۱۳۸۴ به همراه آقای رامین شجاعی از کوهنوردان باشگاه آرش تهران به عنوان نخستین تیم هیمالیانوردی مستقل از فدراسیون کوهنوردی عازم صعود قله ۸۰۴۷ متری برودپیک شد. دراین برنامه پیش قله برودپیک را به ارتفاع ۸۰۳۵ متر صعود نمود و از صعود به قله اصلی بازماند.
سال ۱۳۸۶ کاظم فریدیان با انباشتی از تجارب ناموفق در تشکیل تیم برای صعود K2 از ایران به تنهایی عازم این صعود شد و به تیم هفت نفره متشکل از دانیالی ناردی (سرپرست)، اوگ دوبارت از فرانسه، میروسلاوکابان از جمهوری چک و سه عضو دیگر ایتالیایی پیوست و در ۲۹ تیرماه ۱۳۸۶، ساعت ۱۴:۳۰ به عنوان اولین ایرانی موفق به گام نهادن بر قله ۸۶۱۱ متری K2 شد. این صعود بدون استفاده از اکسیژن و باربر ارتفاع (شرپا)‌ صورت پذیرفت.
سال ۱۳۸۷ در پی موفقیت صعود K2 بالاخره موفق به تشکیل یک تیم هیمالیانورد متشکل از لیلا اسفندیاری (سرپرست)، حسین ابوالحسنی، سهند عقدایی، سامان نعمتی، محمد نوروزی و احسان پرتویی‌نیا و با اسپانسری شرکت نارون آرا شد. در روز ۲۸ تیرماه ۱۳۸۷ پنج نفر از این تیم برای اولین بار در ایران موفق به صعود قله ۸۱۲۴ متری نانگاپاربات شدند. شادروان سامان نعمتی در این صعود دچار حادثه شده و جان باخت. این صعود آخرین کوهنوردی حرفه‌ای کاظم فریدیان بود.

## غارنوردی
در ایران غارنوردی به عنوان زیرشاخه کوهنوردی جریان دارد. در نخستین سال‌های فعالیت، غارنوردی را بسیار جذاب یافت. با نوشتن مقاله ای به نام گنج جویان، جنگ جویان و غارنوردان میانه‌اش با غارنوردان فعال آنروزها به هم خورد. 
از طریق ارتباط ایمیلی با غارنوردان مطرح جهان سعی در به روز نمودن فنون غارنوردی داشت.
آشنایی با غارنورد ایرانی عضو UIS، خانم شراره قاضی منجر به ارتباط با فدی نادر «Fadi Nader» رییس وقت UIS و برگزاری اکسپدیشن بین المللی غارنوردی درایران شد. در ادامه این ارتباط و با همکاری شرکت کوه ویسی قدم‌های بسیار خوبی در مسیر تجهیز غارنوردان ایرانی به فنون و تجهیزات روز غارنودی برداشته شد.

## فعالیت‌های شاخص
- سال ۱۳۷۹: صعود یخچال شمالی سبلان، صعود یخچال سیوله، گشایش مسیر انجمن دیواره علم کوه زمستانی
- سال ۱۳۸۰: صعود دیواره شمالی علم کوه از مسیر ۵۲/شکوه[۵]، پیمایش الپی غار پراو، صعود زمستانی مسیر شمالی قله شاخک
- سال ۱۳۸۱: فرود دره کمجل، پیمایش غار پراو
- سال ۱۳۸۲: فرود دره ترکت، گشایش مسیر دیواره‌های اسک و تنگ بریده
- سال ۱۳۸۳: صعود سولوکلاسیک دیواره شمالی علم کوه از مسیر آرش، صعود قله دماوند از دره یخار
- سال ۱۳۸۴:‌ صعود پیش‌قله برودپیک به ارتفاع  8035متر،
- سال ۱۳۸۶: صعود قله K2 [۶] به ارتفاع 8611 متر بدون کپسول اکسیژن و باربر ارتفاع، صعود قله دماوند از دره یخار
- سال ۱۳۸۷: صعود قله نانگاپاربات به ارتفاع 8125متر، برگزاری اکسپدیشن بین المللی غارنوردی در ایران